# Apolima
Apolima est une île des Samoa dans le sud de l'océan Pacifique située entre Savai'i et Upolu, dans le détroit d'Apolima et en dehors du récif corallien d'Upolu. Elle est cependant considérablement moins grande que ces deux îles voisines. À l'est d'Apolima se situe la plus grande île de Manono. 
Apolina est une île habitée. Elle n'est occupée que par un seul village, Apolima Tai. L'île, volcanique, est seulement accessible en bateau par une petite baie sur le côté du nord. 
Selon les faalupega nationaux (honorifiques) des Samoa, Manono et Apolima sont appelées Aiga i le Tai ou la famille à la mer.
Apolima a été inscrite au patrimoine mondial de l’UNESCO en 2006, de même que le deux îles voisines de Manono et Nu'ulopa.

## Histoire
L'île d'Apolima a été utilisée historiquement par les habitants de Manono comme une forteresse car cette île est difficilement accessible par un seul passage dans une petite baie. Le reste de l'île est une falaise virtuelle.

## Démographie
La population de l'île totalise 75 habitants (2006).

## Géographie
L'île d'Apolima est le reliquat d’un cratère volcanique éteint qui s'élève à une hauteur maximale de 165 mètres au-dessus de la mer en son point le plus haut. Elle fait un peu moins d'un kilomètre carré et le seul accès à l'île se fait par bateau.

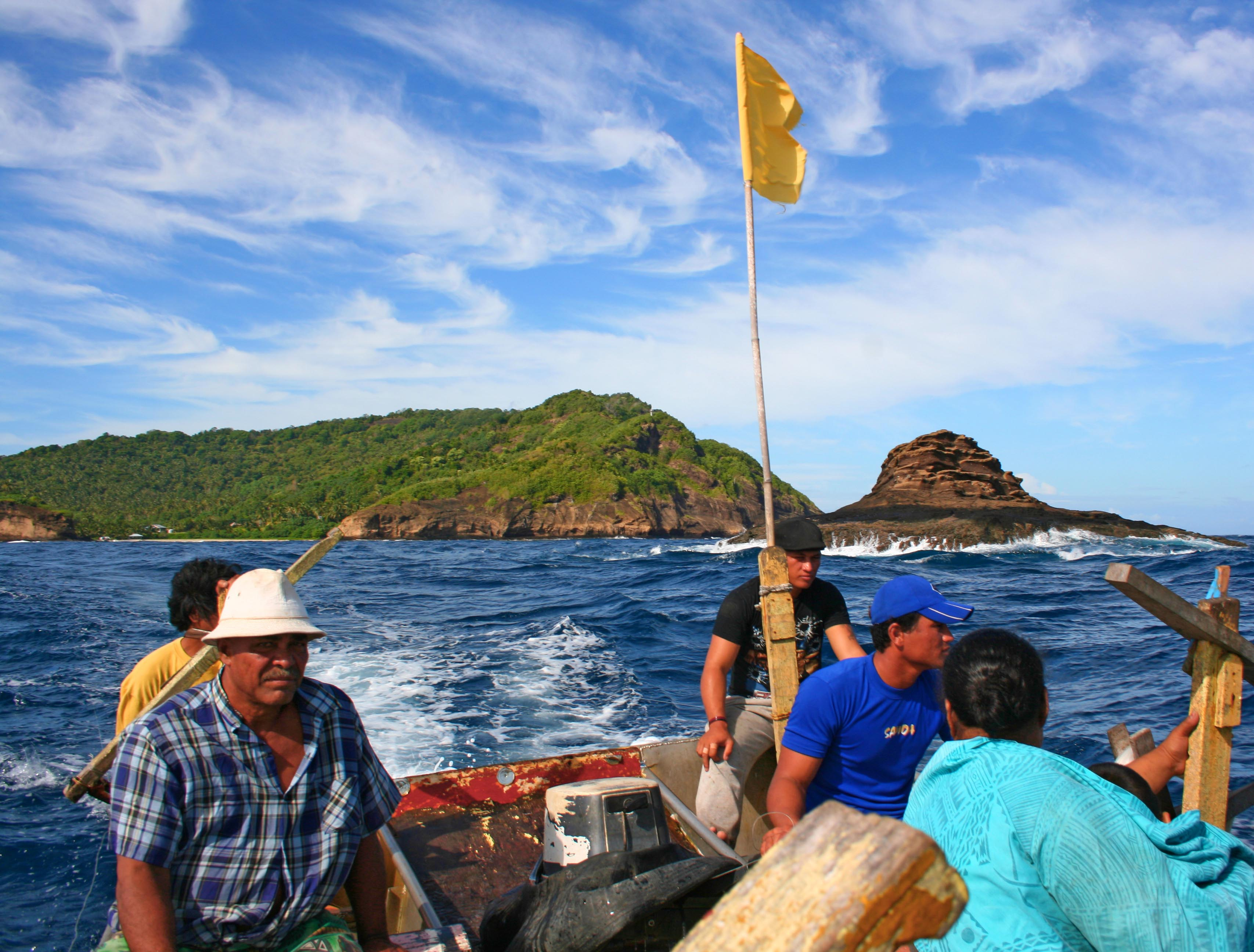
Bateau avec Apolima en arrière-plan.

La minuscule île se situe à 2,4 km au nord-ouest de l'extrémité ouest du récif d'Upolu et à 7 km au sud-ouest de l'île de Savai'i. L'île ressemble à une cuvette renversée entourée de falaises abruptes. Elle a une large ouverture sur la mer du côté nord qui constitue le principal point d'entrée en bateau. L'accès est cependant très difficile car le canal d'entrée, d'environ 50 m de large, est bloqué par une falaise appelée Papaloto, ne laissant qu'un étroit passage serpentant du côté est du canal d'entrée. L'océan se jetant directement dans l'ouverture de l'entrée, un tourbillon (vili) se crée dans le premier virage à gauche, ce qui est souvent très dangereux pour les bateaux entrants. En face du tourbillon se trouve un petit promontoire rocheux, Paugaluga, et faisant face au large, le rocher Tautulioso.
Il existe deux autres îles voisines dans le détroit: l'île Manono, qui dispose également d'une petite population et l'îlot inhabité de Nu'ulopa.
L'île Apolima fait partie du district d'Aiga-i-le-Tai.

## Hydrométrie
L'île dispose d'un climat maritime tropical caractérisé par des températures élevées et uniformes et une humidité élevée. La température moyenne quotidienne varie peu de la moyenne annuelle de 26,6 °C et la moyenne d'humidité moyenne dépasse 80% tout au long de l'année. La plupart des pluies tombent dans la saison ouest de novembre à avril.

## Écologie
La végétation forestière indigène de l'île, comme celle de ses voisines, est complètement altérée par l'habitat humain, à l'exception d'une petite partie des forêts de bordure indigènes. Plusieurs espèces d'oiseaux de mer ont été observés nichant dans les falaises situées au large des crêtes montagneuses d’Apolima. Une petite zone humide avec un ruisseau existe au centre de l'île mais son écologie n'a pas été étudiée.
Des études récentes sur les cétacés ont permis de repérer des baleines et des dauphins dans les mers situées autour des îles du détroit, la plupart près d'Apolima.

## Galerie

Images historiques d'Apolima par Thomas Andrew (1855-1939)
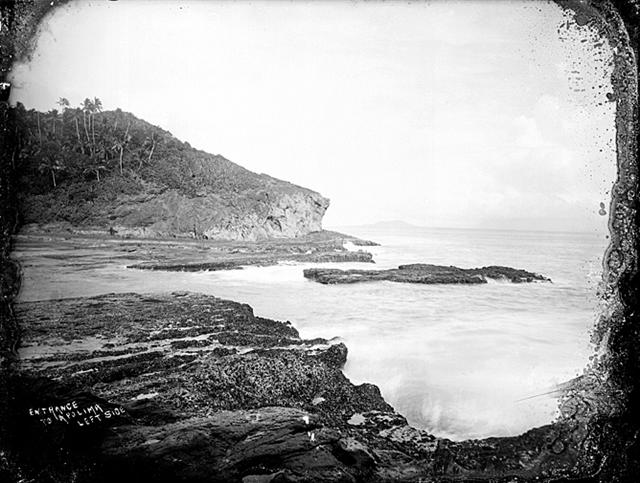
Entrée d'Apolima, côté gauche.
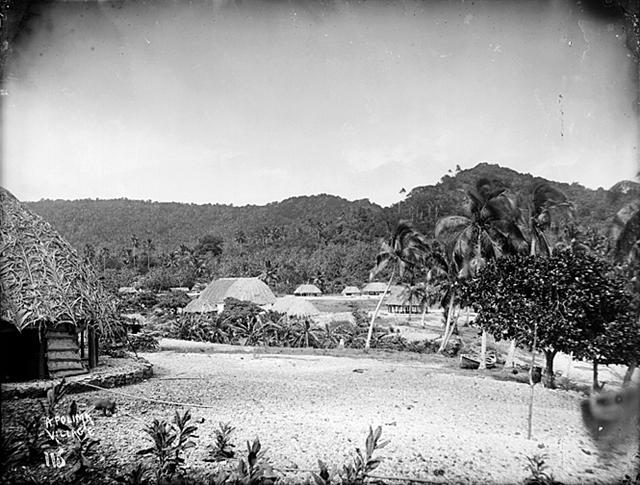
Village d'Apolima, vers 1890-1910.
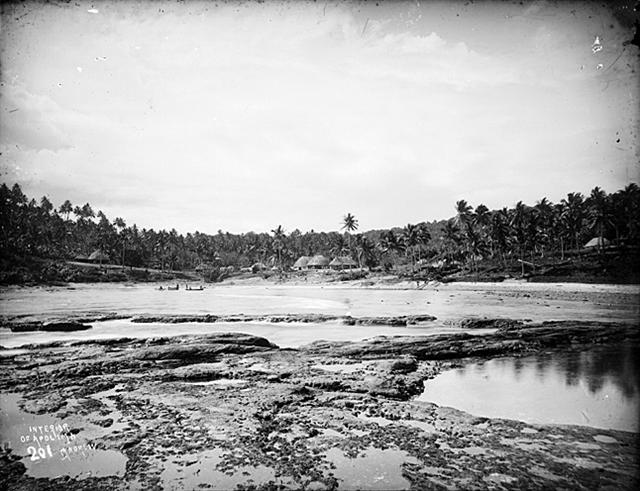
Intérieur de l'île, 1904.